# Floing (Ardennes)
Floing ist eine französische Gemeinde mit 2.277 Einwohnern (Stand: 1. Januar 2022) im Département Ardennes in der Region Grand Est. Die Gemeinde gehört zum Arrondissement Sedan und zum Kanton Sedan-2.

## Geografie
Floing liegt als banlieue unmittelbar nördlich von Sedan nahe der belgischen Grenze. Die Maas fließt entlang der westlichen Gemeindegrenze. Umgeben wird Floing von den Nachbargemeinden Saint-Menges im Norden, Fleigneux im Nordosten, Illy im Nordosten und Osten, Sedan im Osten und Süden sowie Glaire im Südwesten und Westen.

## Geschichte
Während des deutsch-französischen Kriegs 1870/71 und des Zweiten Weltkrieges wurde Floing frühzeitig von den deutschen Truppen eingenommen.

### Bevölkerungsentwicklung
| 1962                       | 1968 | 1975 | 1982 | 1990 | 1999 | 2006 | 2012 | 2019 |
| -------------------------- | ---- | ---- | ---- | ---- | ---- | ---- | ---- | ---- |
| 2037                       | 2332 | 2800 | 2890 | 2636 | 2454 | 2474 | 2485 | 2313 |
| Quellen: Cassini und INSEE |      |      |      |      |      |      |      |      |

## Sehenswürdigkeiten
- Wehrkirche Saint-Remi aus dem 18. Jahrhundert, Monument historique
- Kapelle Notre-Dame-de-la-Consolation aus dem 18. Jahrhundert

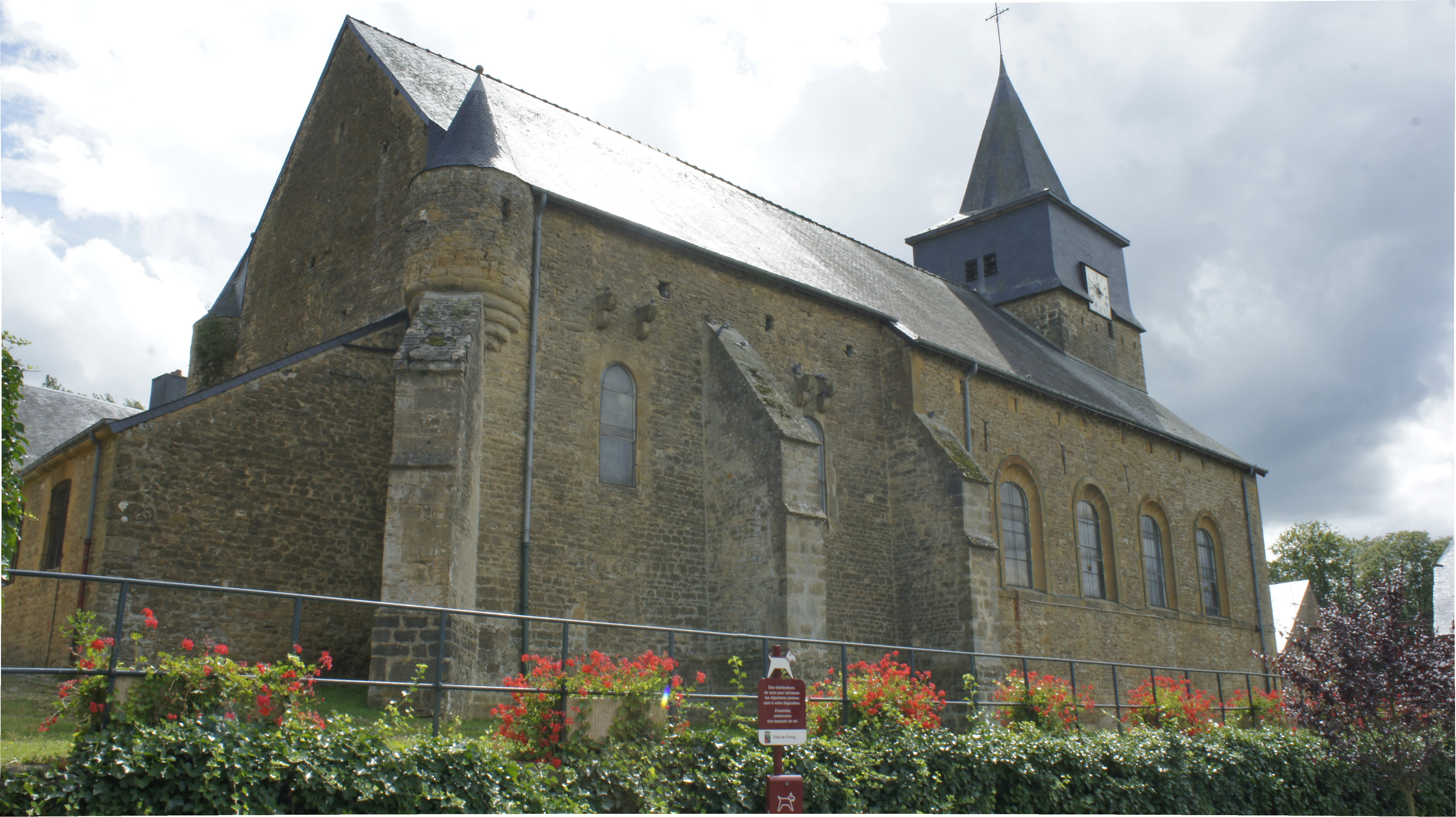
Kirche Saint-Remi

- französischer Nationalfriedhof